# Stoner 63
O Stoner 63 é um sistema de armas modular de calibre 5,56×45mm NATO. Usando uma variedade de componentes modulares, ele pode ser configurado como fuzil de assalto, carabina, metralhadora leve com carregador por cima, metralhadora leve alimentada por fita ou como arma montada em veículo. Também conhecida como M63, XM22, XM23, XM207 ou Mk 23 Mod 0, foi projetada por Eugene Stoner no início dos anos 1960. Cadillac Gage foi o principal fabricante do Stoner 63 durante sua história. O Stoner 63 teve uso de combate muito limitado pelas forças dos Estados Unidos durante a Guerra do Vietnã. Alguns também foram vendidos para agências de aplicação da lei.

## Variantes
O Stoner 63 era produzido em diversas configurações, com 15 conjuntos separados, que tinham peças em comum limitadas. Essas variantes incluíam uma carabina, um fuzil de assalto e várias metralhadoras leves alimentadas por fita pela esquerda ou pela direita. O sistema de gás era montado em diferentes posições dependendo da configuração da arma. Devido à natureza multifuncional do projeto, as versões de carabina e fuzil eram mais pesadas do que armas comparáveis do mesmo tipo.
- Stoner 63/63A Rifle: Um fuzil de assalto padrão alimentado por baixo por um carregador de 30 tiros. Os estojos gastos são ejetados para a direita. A alavanca de manejo e o sistema de gás são montados acima do cano. Ao contrário das configurações alimentadas por fita, o Rifle dispara com ferrolho fechado. A configuração de fuzil foi testada em campo pelo USMC por um curto período de abril a junho de 1964 por uma empresa de recrutamento em MCRD Parris Island, SC e em outros lugares em 1967. Ele acabou sendo equipado com um bipé leve que se dobrava sob o guarda-mão.

- Stoner 63/63A Carbine: A Carbine é semelhante à configuração do Rifle, mas com um cano mais curto e uma coronha dobrável. A configuração de carabina foi testada em campo pelo USMC por um curto período durante 1967.

- Stoner 63/63A Automatic Rifle: O Automatic Rifle é um fuzil que dispara a partir de um ferrolho aberto e alimentado por um carregador de 30 tiros montado na parte superior. As alça e massa de mira são deslocadas para a esquerda para compensar a posição do carregador. O AR não possui modo semiautomático. A configuração de fuzil automático foi testada em campo pelo USMC por um curto período durante 1967.

- Stoner 63/63A Light Machine Gun: A configuração Light Machine Gun dispara a partir de um ferrolho aberto e é alimentada do lado direito por fita contida em um carregador de tambor de 75, 100, 150 tiros. A caixa da culatra é idêntico às variantes do Rifle, mas é invertida, de modo que os estojos gastos são ejetados para a esquerda. A LMG possui cano de troca rápida e o cilindro de gás fica posicionado abaixo do cano já que a caixa da culatra está invertida. A configuração de metralhadora leve foi adotada para uso militar pelas unidades Navy SEAL que operam no Sudeste Asiático.

- Stoner 63/63A Medium Machine Gun: Idêntica à configuração LMG. A diferença é que a MMG vem com um adaptador separado que pode ser usado para prender a arma em um tripé M2 ou M122.

- Stoner 63/63A Fixed Machine Gun: Internamente idêntica à configuração LMG. Externamente, a alça de mira, a massa de mira, o punho dianteiro e o punho de pistola foram todos removidos. O gatilho é acionado remotamente por um solenoide de 24V. A FMG foi projetada para uso com o Cadillac Cage Commando, mas nunca foi adotada oficialmente.

- Stoner 63/63A Commando: A Commando é uma derivada da configuração LMG. Ela é alimentada pela direita por um carregador de tambor de 100 tiros preso abaixo da caixa da culatra. A alavanca de manejo é montada embaixo do punho frontal para facilitar o acesso. Para economizar peso, a Commando evita o cano de troca rápida encontrado nas outras configurações alimentadas por fita. Esta variante foi usada por algumas unidades SEAL da Marinha dos Estados Unidos no Vietnã.

- Stoner 63 Survival Rifle: O Survival Rifle foi projetado em 1964 para competir com o Colt Modelo 608 como uma arma de autodefesa da tripulação aérea. É mecanicamente semelhante à configuração do Rifle, mas possui várias modificações externas feitas para se adequar às restrições de tamanho da Força Aérea dos Estados Unidos. Isso inclui um punho de pistola reduzido, um guarda-mão ausente, cano e caixa da culatra encurtados e uma alavanca de manejo montada na parte superior. O Survival Rifle não incorpora as atualizações do 63A. Apenas um protótipo foi produzido – ele sobrevive até hoje.[2]

- Stoner 66 Civilian Rifle: Uma versão semiautomática de curta duração para o mercado civil. Na verdade, nunca foi permitido ser vendido.

O descendente mais recente desta linha é a Stoner LMG produzida pela Knight's Armament Company, que apresenta mudanças significativas em relação ao antigo Stoner 63, sendo baseado no modelo posterior 86 de Stoner.
A Robinson Armament Co. também produziu o M96 Expeditionary Weapon System semiautomático que, embora tecnicamente diferente, foi baseado no projeto do Stoner 63 e, portanto, possui algumas de suas características e configurações.